# Вельшнойдорф
Вельшнойдорф (нім. Welschneudorf) — громада в Німеччині, розташована в землі Рейнланд-Пфальц. Входить до складу району Вестервальд. Складова частина об'єднання громад Монтабаур.
Площа — 7,77 км2. Населення становить 958 ос. (станом на 31 грудня 2020).

## Галерея

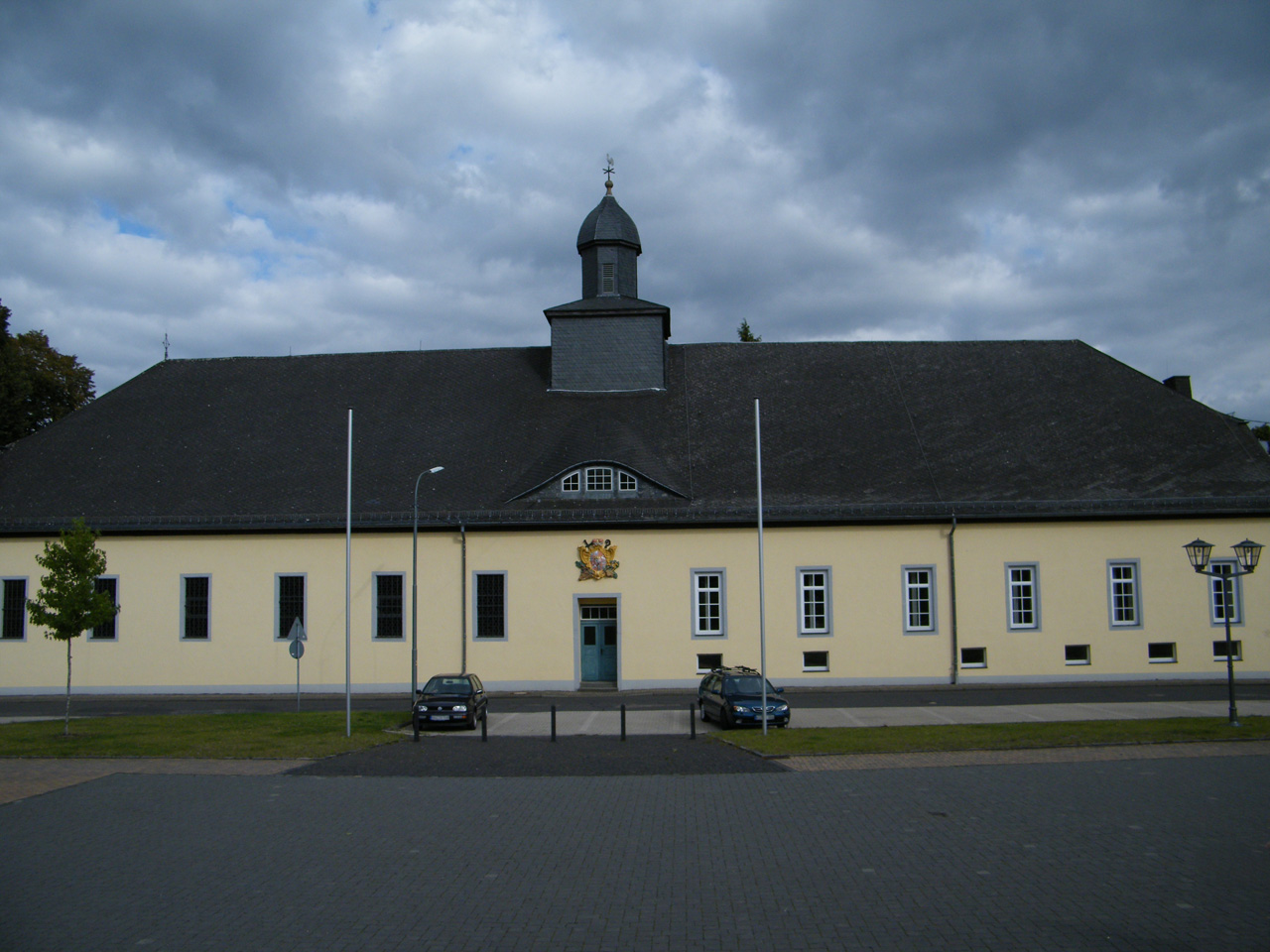